# アボメイの王宮群
アボメイの王宮群は、ベナンにあるユネスコ世界遺産リスト登録物件である。ベナン初の世界遺産であり、2017年にW・アルリ・パンジャリ自然公園群が誕生するまで、ベナン唯一の世界遺産でもあった。
ダホメ王国時代には首都であったアボメイに、歴代12人の王たちが築き上げた12の王宮は、奴隷貿易などを一手に握り、中央集権的な権勢を誇った王たちの治世を偲ばせる歴史的遺構である。
この王宮群は、フォン人たちによって築かれた土製の建築物群であり、1985年に世界遺産に登録された。なお、登録の前年にアボメイを襲った竜巻によって大きな損害を蒙ったことから、同時に危機遺産にも登録された。全体が現存しているのは2つの王宮のみである。
世界遺産基金の支援も受けて、ベナン当局が行ってきた復旧作業が一段落したことから、2007年6月に危機遺産リストからは除去された。

## 登録基準
この世界遺産は世界遺産登録基準のうち、以下の条件を満たし、登録された（以下の基準は世界遺産センター公表の登録基準からの翻訳、引用である）。
- (3) 現存するまたは消滅した文化的伝統または文明の、唯一のまたは少なくとも稀な証拠。
- (4) 人類の歴史上重要な時代を例証する建築様式、建築物群、技術の集積または景観の優れた例。